# Tim Powers
Timothy Thomas Powers (Búfalo, 29 de febrero de 1952), más conocido como Tim Powers, es un conocido escritor estadounidense de novelas de ciencia ficción y fantasía. Powers ha sabido conectar en la mayoría de sus libros a personajes históricos reales, como Samuel Taylor Coleridge, Kim Philby o Lord Byron, con oscuras tramas de personajes interesados en el mundo de lo oculto y la hechicería. En sus novelas sabe mezclar en perfectas dosis humor, aventuras y fantasía, especialmente centrada en ciencias ocultas.
Tim Powers nació en Búfalo, Nueva York, aunque se crio en California, adonde su familia se mudó en 1959. Estudió Literatura Inglesa en el Cal State Fullerton, donde conoció a James Blaylock y K. W. Jeter, los cuales son íntimos amigos y colaboradores ocasionales suyos. Con ambos, Powers formaba un conjunto de jóvenes escritores cercanos a Philip K. Dick, el llamado Grupo de California. El personaje llamado David en la novela de Dick Valis está basado en Powers.
Powers comenzó a publicar en 1975, aunque su primera novela data de 1979: The Drawing of the Dark (Esencia oscura). Sin embargo, la novela que le lanzó al reconocimiento internacional fue The Anubis Gates (Las Puertas de Anubis) en 1983, ganadora del premio Philip K. Dick de literatura fantástica. Años después, Powers confesó que Dick visitó su casa mientras trabajaba en el manuscrito de (Las Puertas de Anubis) y escribió una página del mismo. Sin embargo, Powers no ha desvelado qué página en concreto está hecha por su amigo y mentor literario.
Powers imparte clases a tiempo parcial como escritor residente en el Orange County High School of the Arts, donde su amigo Blaylock es el director del Departamento de Escritura Creativa. Fue Blaylock con quien, mientras ambos eran estudiantes en el Cal State Fullerton, inventaron al poeta William Ashbless, quien ha sido citado e incluso ha protagonizado algunas de sus novelas.
Powers actualmente vive en Muscoy, California.